# Europese emissiestandaard

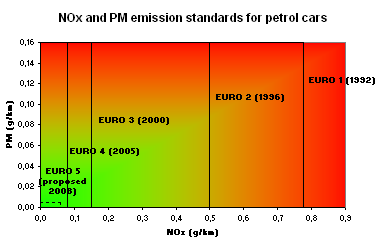
Vergelijking Europese emissiestandaard (benzinemotoren)

De Europese emissiestandaard is de emissienorm voor voertuigen die in de Europese Unie van kracht is.
De emissiestandaard wordt voortdurend strenger: voertuigen mogen steeds minder schadelijke stoffen in het milieu uitstoten.

## Overzicht
Door de Europese Unie is de emissiestandaard meerdere keren gewijzigd:
- EURO I, Euro 1 of Euro1 (Europese richtlijnen 70/220/EEC, 91/441/EEC, 93/59/EEC, 96/69/EC en 91/542/EEC) werd de emissiestandaard voor voertuigen in de Europese Unie in 1992.
- Euro II, Euro 2, Euro2 of EC 96 (Europese richtlijnen 94/12/EC, 96/69/EC en 91/542/EEC) is de emissienorm voor voertuigen die in de Europese Unie in 1995 van kracht werd.
- Euro III, Euro 3 of Euro3 (Europese richtlijn 98/69/EC) is de emissiestandaard voor voertuigen die van kracht werd in de Europese Unie in 1999.
- Euro IV, Euro 4 of Euro4 (Europese richtlijn 98/69/EC) is de emissienorm voor voertuigen die in de Europese Gemeenschap in 2005 geïntroduceerd werd. De Euro IV-norm werd van kracht in oktober 2006.
- Euro V, Euro 5 of Euro5 (Europese richtlijn 99/96/EC) is de emissienorm voor voertuigen die in de Europese Unie in oktober 2009 van kracht werd.
- Euro VI, Euro 6 of Euro6 is de emissienorm voor voertuigen die in de Europese Unie op 31 december 2013 van kracht werd voor nieuwe personenwagens.[1] De Amerikaanse, met Euro6 vergelijkbare, EPA 13-norm is al in vijf Amerikaanse staten ingevoerd.
- Euro 7[2][3]

Europese emissiestandaard voor Passenger Cars (Categorie M1*), g/km
| Emissiestandaard                                                                              | Datum      | CO          | HC   | HC+NOx      | NOx  | PM          |
| --------------------------------------------------------------------------------------------- | ---------- | ----------- | ---- | ----------- | ---- | ----------- |
| Diesel                                                                                        |            |             |      |             |      |             |
| Euro I                                                                                        | Jul. 1992  | 2,72 (3,16) | -    | 0,97 (1,13) | -    | 0,14 (0,18) |
| Euro II, IDI                                                                                  | Jan. 1996  | 1,0         | -    | 0,7         | -    | 0,08        |
| Euro II, DI                                                                                   | Jan. 1996  | 1,0         | -    | 0,9         | -    | 0,10        |
| Euro III                                                                                      | Jan. 2000  | 0,64        | -    | 0,56        | 0,50 | 0,05        |
| Euro IV                                                                                       | Jan. 2005  | 0,50        | -    | 0,30        | 0,25 | 0,025       |
| Euro V                                                                                        | Sept. 2009 | 0,50        | -    | 0,23        | 0,18 | 0,005       |
| Euro VI                                                                                       | Sept. 2014 | 0,50        | -    | 0,17        | 0,08 | 0,005       |
| Benzine                                                                                       |            |             |      |             |      |             |
| Euro I                                                                                        | Jul. 1992  | 2,72 (3,16) | -    | 0,97 (1,13) | -    | -           |
| Euro II                                                                                       | Jan. 1996  | 2,2         | -    | 0,50        | -    | -           |
| Euro III                                                                                      | Jan. 2000  | 2,30        | 0,20 | -           | 0,15 | -           |
| Euro IV                                                                                       | Jan. 2005  | 1,0         | 0,10 | -           | 0,08 | -           |
| Euro V                                                                                        | Sept. 2009 | 1,0         | 0,10 | -           | 0,06 | 0,005       |
| Euro VI                                                                                       | Sept. 2014 | 1,0         | 0,10 | -           | 0,06 | 0,005       |
| Voor Euro V werden passagiersvoertuigen > 2.500 kg geduid als light commercial vehicle N1 - I |            |             |      |             |      |             |

| | Euro 6b            | Euro 6b            | Euro 6d-Temp                                   | Euro 6d-Temp                                   | Euro 6d                                        | Euro 6d                                        |
| Geldig voor nieuwe modellen vanaf | 1 september 2014   | 1 september 2014   | 1 september 2017                               | 1 september 2017                               | 1 januari 2020                                 | 1 januari 2020                                 |
| Geldig voor alle nieuwe auto’s vanaf | 1 september 2015   | 1 september 2015   | 1 september 2019                               | 1 september 2019                               | 1 januari 2021                                 | 1 januari 2021                                 |
| Testmethode emissie | NEDC¹ (rollenbank) | NEDC¹ (rollenbank) | WLTP¹ (rollenbank) en RDE (op de openbare weg) | WLTP¹ (rollenbank) en RDE (op de openbare weg) | WLTP¹ (rollenbank) en RDE (op de openbare weg) | WLTP¹ (rollenbank) en RDE (op de openbare weg) |
| Grenswaarden voor | Benzine            | Diesel             | Benzine                                        | Diesel                                         | Benzine                                        | Diesel                                         |
| NOx (mg/km) | 60                 | 80                 | 126                                            | 168                                            | 90                                             | 120                                            |
| Partikelmassa² (mg/km) | 4,5                | 4,5                | 4,5                                            | 4,5                                            | 4,5                                            | 4,5                                            |
| Partikelaantal² | 6×10¹²             | 6×10¹¹             | 9×10¹¹                                         | 9×10¹¹                                         | 9×10¹¹                                         | 9×10¹¹                                         |
| 1) NEDC = New European Driving Cycle, WLTP = Worldwide harmonized Testing Procedure, RDE = Real Drive Emission 2) Bij Benzine: partikelgrenswaarden gelden alleen voor motoren met directe inspuiting |                    |                    |                                                |                                                |                                                |                                                |

Europese emissiestandaard voor light commercial vehicles ≤1305 kg (Categorie N1 - I), g/km
| Emissiestandaard  | Datum      | CO   | HC    | HC+NOx | NOx  | PM    |
| ----------------- | ---------- | ---- | ----- | ------ | ---- | ----- |
| Diesel            |            |      |       |        |      |       |
| Euro I            | Okt. 1994  | 2,72 | -     | 0,97   | -    | 0,14  |
| Euro II, IDI      | Jan. 1998  | 1,0  | -     | 0,7    | -    | 0,08  |
| Euro II, DI       | Jan. 1998  | 1,0  | -     | 0,9    | -    | 0,10  |
| Euro III          | Jan. 2000  | 0,64 | -     | 0,56   | 0,50 | 0,05  |
| Euro IV           | Jan. 2005  | 0,50 | -     | 0,30   | 0,25 | 0,025 |
| Euro V (voorstel) | Sept. 2010 | 0,50 | -     | 0,23   | 0,18 | 0,005 |
| Euro VI           | Sept. 2015 | 0,50 | -     | 0,17   | 0,08 | 0,005 |
| Benzine           |            |      |       |        |      |       |
| Euro I            | Okt. 1994  | 2,72 | -     | 0,97   | -    | -     |
| Euro II           | Jan. 1998  | 2,2  | -     | 0,5    | -    | -     |
| Euro III          | Jan. 2000  | 2,30 | 0,20  | -      | 0,15 | -     |
| Euro IV           | Jan. 2005  | 1,0  | 0,10  | -      | 0,08 | -     |
| Euro V            | Sept. 2010 | 1,0  | 0,075 | -      | 0,06 | 0,005 |
| Euro VI           |            |      |       |        |      |       |

Europese emissiestandaard voor light commercial vehicles 1305 kg-1760 kg (Categorie N1 - II), g/km
| Emissiestandaard | Datum      | CO   | HC   | HC+NOx | NOx   | PM    |
| ---------------- | ---------- | ---- | ---- | ------ | ----- | ----- |
| Diesel           |            |      |      |        |       |       |
| Euro I           | Okt. 1994  | 5,17 | -    | 1,4    | -     | 0,19  |
| Euro II, IDI     | Jan. 1998  | 1,25 | -    | 1,0    | -     | 0,12  |
| Euro II, DI      | Jan. 1998  | 1,25 | -    | 1,0    | -     | 0,12  |
| Euro III         | Jan. 2001  | 0,80 | -    | 0,72   | 0,65  | 0,07  |
| Euro IV          | Jan. 2006  | 0,63 | -    | 0,39   | 0,33  | 0,04  |
| Euro V           | Sept. 2010 | 0,63 | -    | 0,295  | 0,235 | 0,005 |
| Euro VI          | Sept. 2015 | 0,63 | -    | 0,195  | 0,105 | 0,005 |
| Benzine          |            |      |      |        |       |       |
| Euro I           | Okt. 1994  | 5,17 | -    | 1,4    | -     | -     |
| Euro II          | Jan. 1998  | 4,0  | -    | 0,65   | -     | -     |
| Euro III         | Jan. 2001  | 4,17 | 0,25 | -      | 0,18  | -     |
| Euro IV          | Jan. 2006  | 1,81 | 0,13 | -      | 0,10  | -     |
| Euro V           | Sept. 2010 | 1,81 | 0,13 | -      | 0,075 | 0,005 |
| Euro VI          |            |      |      |        |       |       |

Europese emissiestandaard voor light commercial vehicles >1760 kg en <3500 kg (Category N1 - III), g/km
| Emissiestandaard | Datum      | CO   | HC   | HC+NOx | NOx   | PM     |
| ---------------- | ---------- | ---- | ---- | ------ | ----- | ------ |
| Diesel           |            |      |      |        |       |        |
| Euro I           | Okt. 1994  | 6,9  | -    | 1,7    | -     | 0,25   |
| Euro II, IDI     | Jan. 1998  | 1,5  | -    | 1,2    | -     | 0,17   |
| Euro II, DI      | Jan. 1998  | 1,5  | -    | 1,6    | -     | 0,20   |
| Euro III         | Jan. 2001  | 0,95 | -    | 0,86   | 0,78  | 0,10   |
| Euro IV          | Jan. 2006  | 0,95 | -    | 0,46   | 0,39  | 0,06   |
| Euro V           | Sept. 2010 | 0,74 | -    | 0,350  | 0,280 | 0,005  |
| Euro VI          | Sept. 2015 | 0,74 | -    | 0,215  | 0,125 | 0,0045 |
| Benzine          |            |      |      |        |       |        |
| Euro I           | Okt. 1994  | 6,9  | -    | 1,7    | -     | -      |
| Euro II          | Jan. 1998  | 5,0  | -    | 0,8    | -     | -      |
| Euro III         | Jan. 2001  | 5,22 | 0,29 | -      | 0,21  | -      |
| Euro IV          | Jan. 2006  | 2,27 | 0,16 | -      | 0,11  | -      |
| Euro V           | Sept. 2010 | 2,27 | 0,16 | -      | 0,082 | 0,005  |
| Euro VI          |            |      |      |        |       |        |

Europese emissiestandaard voor large goods vehicles
| Emissiestandaard | Datum     | CO (g/kWh) | NOx (g/kWh) | HC (g/kWh) | PM (g/kWh) |
| ---------------- | --------- | ---------- | ----------- | ---------- | ---------- |
| Euro 0           | 1988-1992 | 12,30      | 15,8        | 2,60       | -          |
| Euro I           | 1992-1995 | 4,90       | 9,00        | 1,23       | 0,40       |
| Euro II          | 1995-1999 | 4,00       | 7,00        | 1,10       | 0,15       |
| Euro III         | 1999-2005 | 2,10       | 5,00        | 0,66       | 0,10       |
| Euro IV          | 2005-2008 | 1,50       | 3,50        | 0,46       | 0,02       |
| Euro V           | 2008-2012 | 1,50       | 2,00        | 0,46       | 0,02       |
| Euro VI          |           |            |             |            |            |

| Emissiestandaard | Datum     | CO (g/kWh) | NOx (g/kWh) | HC (g/kWh) | PM (g/kWh) |
| ---------------- | --------- | ---------- | ----------- | ---------- | ---------- |
| Euro 0           | 1988-1992 | 11,20      | 14,40       | 2,40       | -          |
| Euro I           | 1992-1995 | 4,50       | 8,00        | 1,10       | 0,36       |
| Euro II          | 1995-1999 | 4,00       | 7,00        | 1,10       | 0,15       |

## Geschiedenis
De Europese normen zijn tot stand gekomen in het kader van de EG-typegoedkeuring. De fabrikanten hadden met lede ogen aangezien hoe Duitsland en Frankrijk ertoe waren gekomen emissiegrenzen in te stellen. Als de normen en testen naar het Europese niveau konden worden getild, zouden ze gehomologeerde wagens op de ganse interne markt kunnen verkopen zonder nog rekening te moeten houden met nationale regels over luchtverontreiniging.
De totstandkoming van de normen verliep in een complex samenspel tussen de EEG en de Economische Commissie voor Europa van de Verenigde Naties (VN/ECE). De eerste stap werd gezet in 1970 met de goedkeuring van richtlijn 70/220/EEG. Ze volgde getrouw de CO- en HC-normen van ECE reglement nr. 15 (R15), alsook de erin vooropgestelde testcyclus. De ECE-reglementen werden aangenomen op grond van een verdrag ondertekend te Genève op 20 maart 1958 en herzien op 5 oktober 1995. Eind jaren 60 kreeg het beleid binnen de ECE vorm door de Groupe des Rapporteurs pour la Pollution et l'Energie (GRPE).
De lidstaten moesten richtlijn 70/220/EEG omzetten tegen 1973. In de volgende tien jaar stelde de EEG zich tevreden met het bindend maken van de regels die binnen ECE als vrijblijvend richtsnoer waren vastgesteld. Deze werden regelmatig bijgewerkt (met in 1977 de eerste norm voor NOx), zonder ooit ambitieus te worden.
In 1983 ging Duitsland, in de ban van een kiescampagne rond Waldsterben, voor het eerst aandringen op strengere regels. Het wilde dat Europa de normen van de Verenigde Staten overnam, ingevoerd door het Clean Air Act Amendment van 1970. Deze US-83-standards, die driewegkatalysatoren vereisten, golden sinds 1972 ook al in Japan. Tegenkanting van Frankrijk en Italië leidde ertoe dat het nog tot 1988 duurde vooraleer US-83 in afgezwakte vorm werd goedgekeurd. Doordat de Eenheidsakte kort nadien de unanimiteitsvereiste losliet, kon in 1989 ook een regeling worden doorgedrukt voor kleine auto's.
Een nieuwe richtlijn scherpte ook de norm voor de middenklasse aan en voerde een geharmoniseerde testcyclus in, de New European Driving Cycle (NEDC). Deze was opnieuw tot stand gekomen binnen de Motor Vehicle Emissions Group en staat daarom ook gekend als MVEG-B. Hoewel de test nu ook een buitenrit simuleerde, was hij nog steeds weinig realistisch. Deze uniforme regels gingen in op 1 juli 1992 en stonden gekend als Euro 1.
Europa had nu het voortouw genomen en exporteerde zijn normen wereldwijd. De waarden werden regelmatig aangescherpt, en telkens bracht de ECE haar regels in lijn: R15 werd vervangen door R83 (emissies van M1 en N1-voertuigen), R84 (brandstofverbruik) en R101 (emissies van koolstofdioxide en brandstofverbruik), zelf weer herhaaldelijk herzien, geamendeerd en verbeterd. De NEDC-test werd nog bijgeschaafd in 2000 (meetellen van eerste 40 seconden na het starten), maar bleef een slechte benadering van de werkelijkheid.
Met ingang van 2009 kwam er een volledige harmonisatie van de EG-typegoedkeuring.

## Naleving
De controle op de naleving gebeurt door voertuigen te testen op de rollerbank. De bij de typekeuring gebruikte testmethode staat gekend als New European Driving Cycle (NEDC). In de loop der jaren is deze methode notoir onbetrouwbaar geworden, onder meer omdat de fabrikanten geleerd hebben om er met allerlei kunstgrepen op in te spelen. Daardoor is de test een steeds minder accurate weergave van de werkelijke uitstoot, vooral van CO2 en NOx.
Al in 2006 was duidelijk dat de emissies van stikstofoxiden door dieselwagens nauwelijks verminderden, ondanks de verscherping van de normen op papier. Dit werd aangetoond door de metingen van de voorgeschreven testcyclus te vergelijken met deze van een realistische testcyclus. Nadien werd dit bevestigd op de weg. In 2014 liet de International Council on Clean Transportation een verkeerstest uitvoeren met 23 modellen. De reële NOx-emissies van Euro-6-voertuigen bleken gemiddeld het zevenvoudige te bedragen van de toegestane waarde. Eerder was TNO tot gelijkwaardige resultaten gekomen. Het stelde zelfs vast dat het verschil tussen praktijk en typekeuring nog toenam. Anderzijds blijkt ook dat de waargenomen concentraties dieselroet nabij drukke wegen daalden op een manier die consistent is met de invoering van de Euro 5 norm.
Eind september 2017 zou de onbetrouwbare NEDC vervangen worden door WLTP, een wereldwijde testmethode ontwikkeld binnen het World Forum for Harmonization of Vehicle Regulations (WP 29) van UNECE. Hoewel ze een beter beeld zou geven, blijft het een typekeuring die speelbaar is en geen acht slaat op wat er nadien op de weg wordt uitgestoten. Met mobiele meetapparatuur is dit niettemin perfect te achterhalen. Het principe dat voertuigen moeten getest worden in normale rijomstandigheden, is overigens in 2007 opgenomen in Europese wetgeving doch dode letter gebleven. In de nasleep van Dieselgate gingen stemmen op om toch een standaard voor real-world driving emission (RDE) te implementeren.
De Real Driving Emissions Tests kwamen er, maar tegelijk voerde de Europese Commissie correctiecoëfficiënten in die de grenswaarden in sommige gevallen ruim verdubbelden, zogezegd om rekening te houden met "statistische en technische onzekerheden". Het Gerecht van de Europese Unie vernietigde de verhoging van de grenswaarden wegens onbevoegdheid, nadat beroep was ingesteld door de Stad Brussel, Ville de Paris en Madrid. De onwettige bepalingen blijven echter tijdens een overgangstermijn gehandhaafd.

## Toegangsverboden
De Europese emissiestandaard is vaak het uitgangspunt voor de toepassing van lage-emissiezones, milieuzones en andere maatregelen die tot doel hebben de stedelijke luchtkwaliteit te verbeteren. Het gaat om systemen die de toegang ontzeggen aan bepaalde voertuigen, waarbij eerst de meest vervuilende worden geweerd (bv. euro 1) en dan een aanscherping volgt volgens een vast tijdspad.
Vanaf 1 oktober 2018 mogen in Lombardije geen voertuigen aangedreven door een dieselmotor volgens de norm Euro III, meer rijden.